# Mercedes-Benz N 293

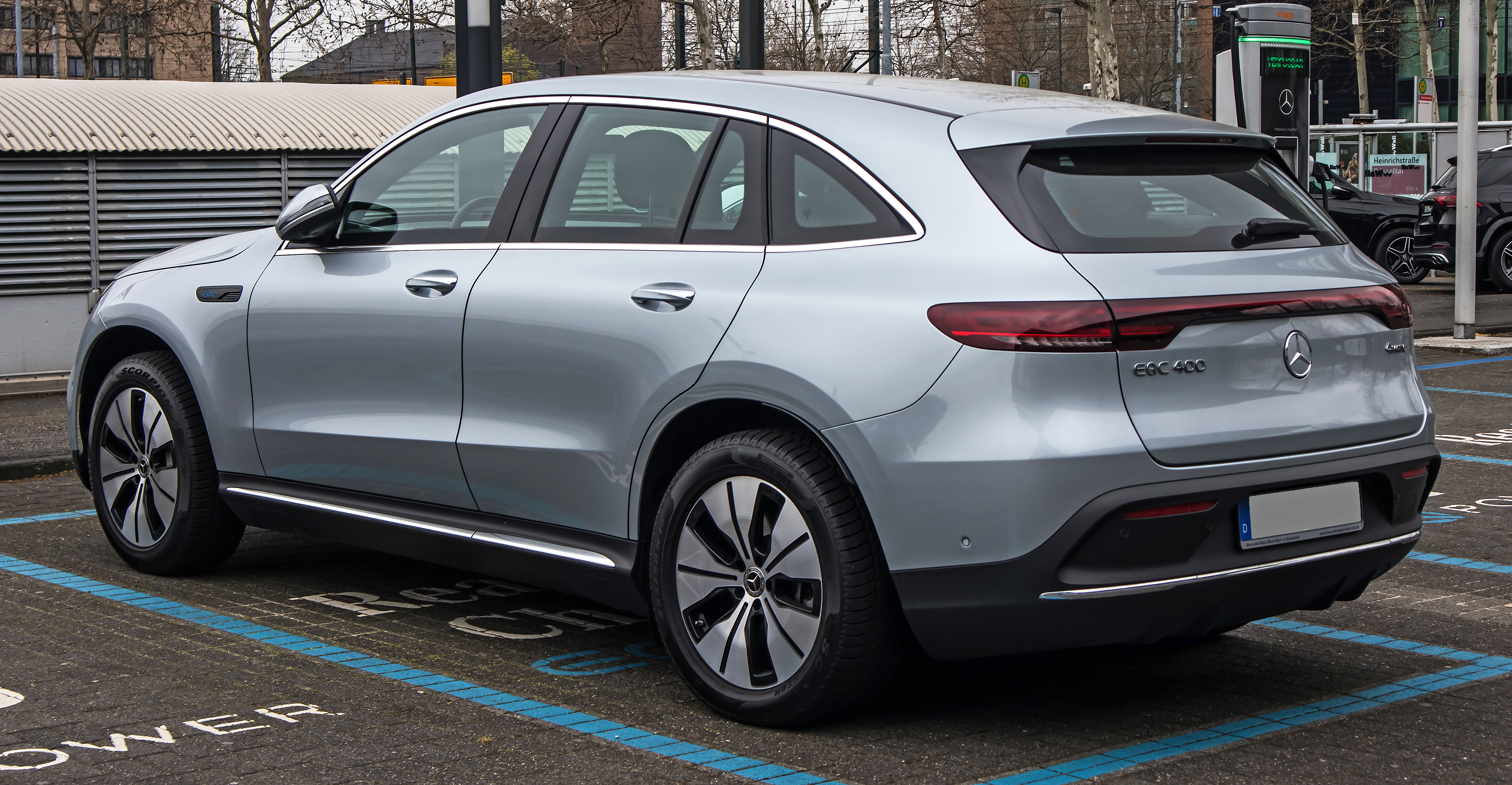
EQC, Heckansicht

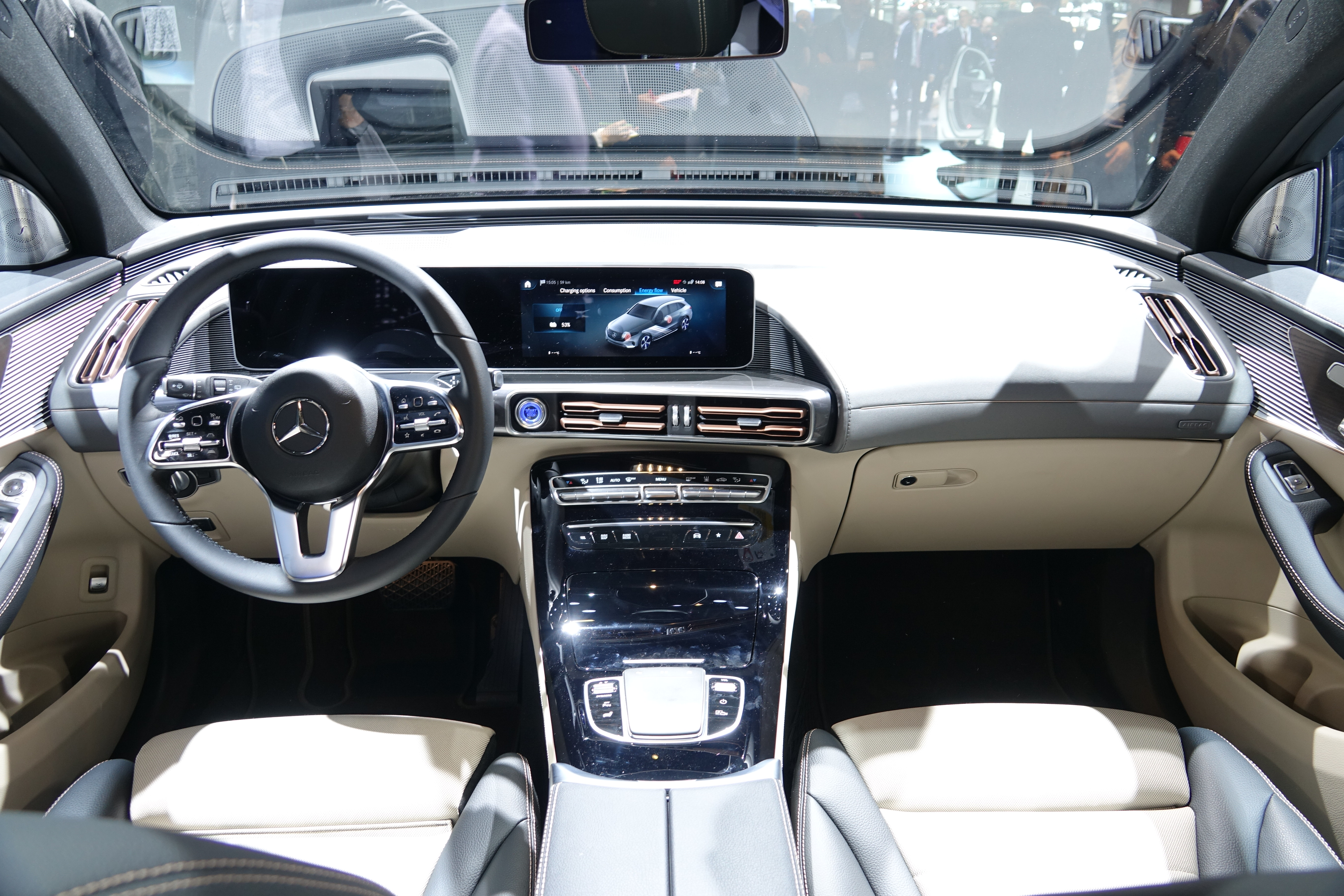
EQC, Innenraum

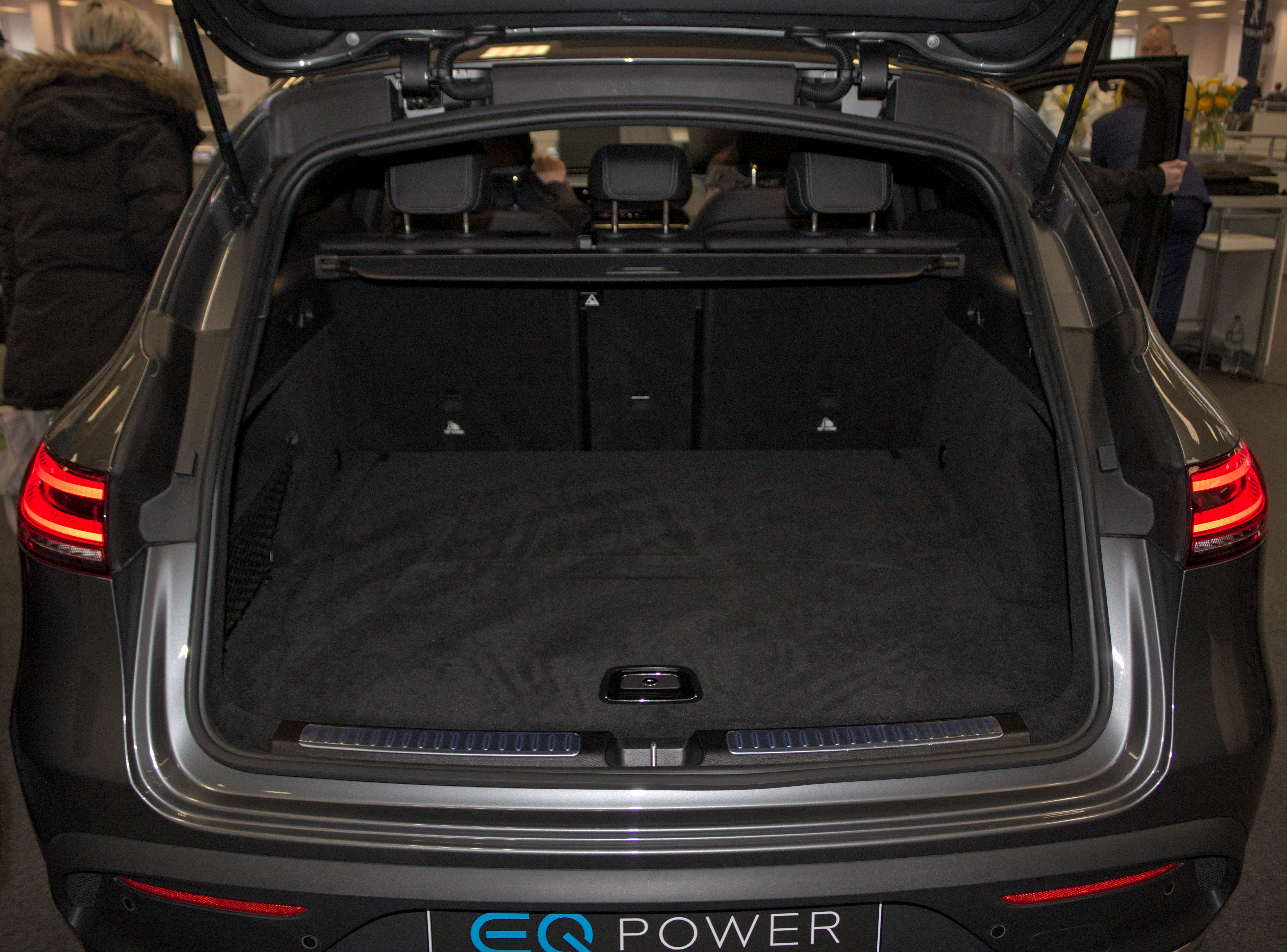
EQC, Kofferraum

Der Mercedes-Benz EQC (interne Bezeichnung: N 293) ist ein batterieelektrisch angetriebenes Sport Utility Vehicle (SUV) der Marke Mercedes-Benz. Das Modell wurde am 4. September 2018 in Stockholm vorgestellt und ist Mitte 2019 unter der neu geschaffenen Marke Mercedes-Benz EQ auf den Markt gekommen. Im Frühjahr 2023 endete die Produktion. Wenige Monate zuvor kam mit dem EQE SUV ein rund zehn Zentimeter längeres Elektrofahrzeug des Herstellers auf den Markt.

## Geschichte
Ein erstes Konzeptfahrzeug, der Concept EQ wurde auf dem Pariser Autosalon im Herbst 2016 vorgestellt.

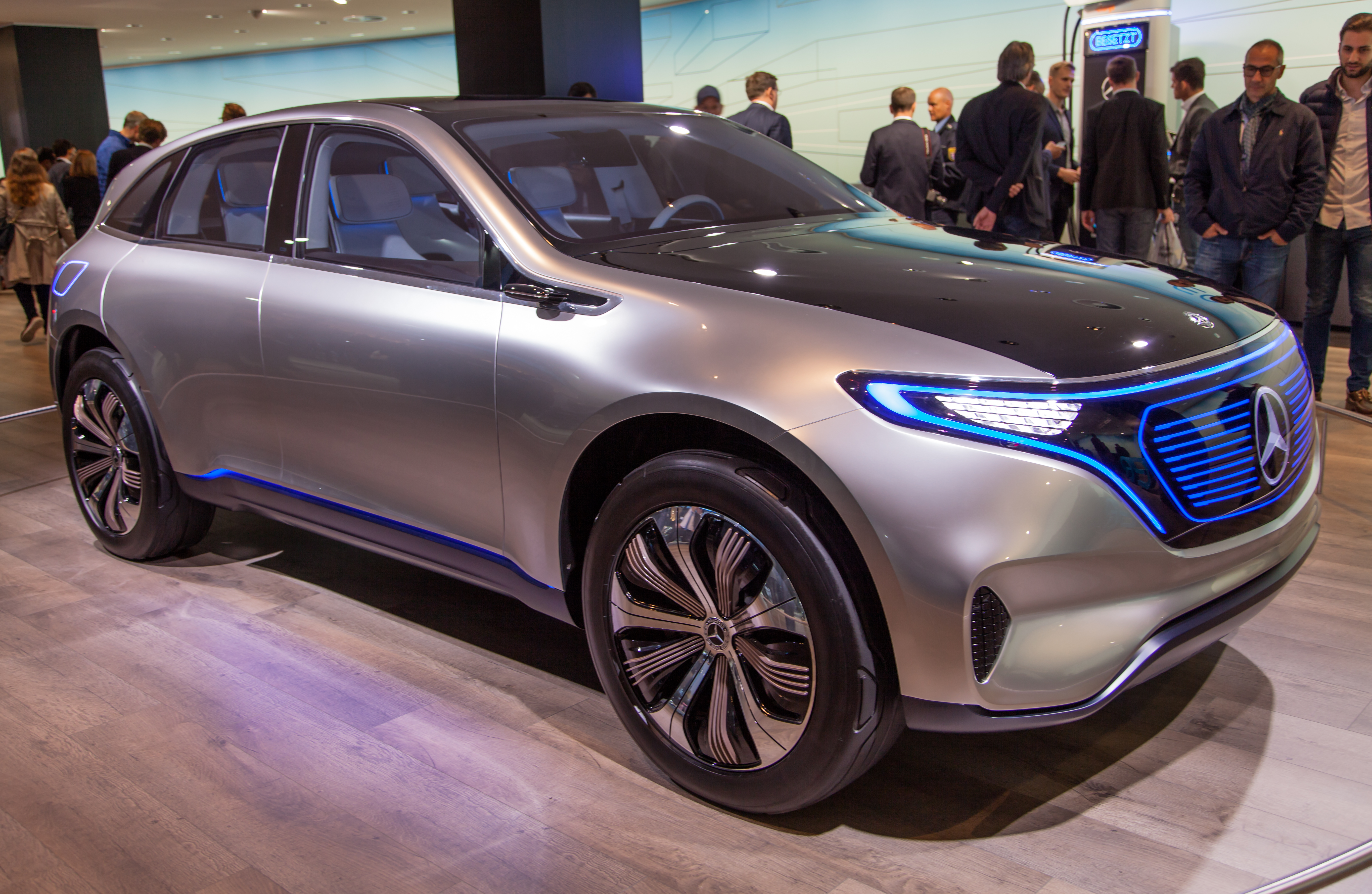
Concept EQ auf der IAA 2017
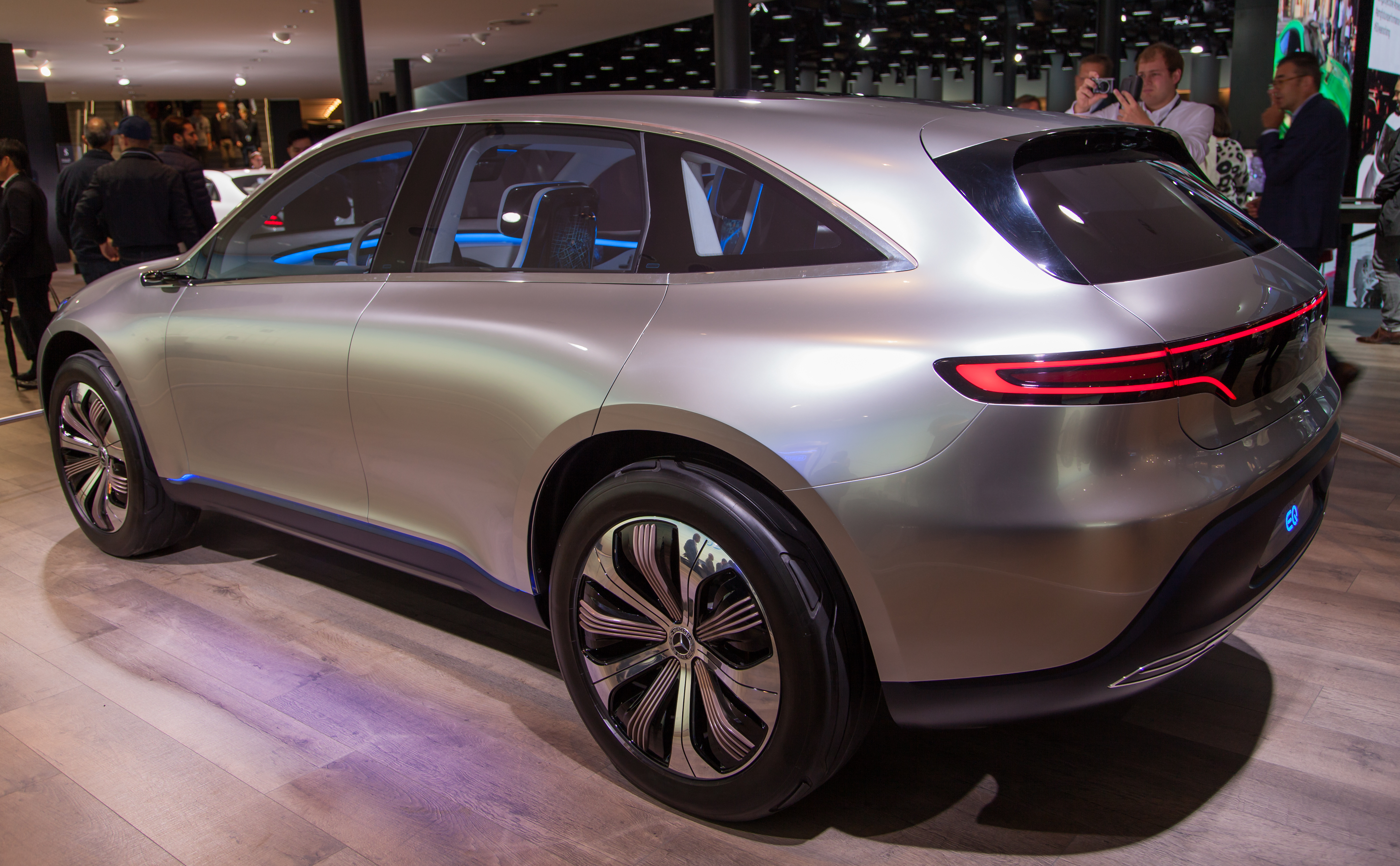
Concept EQ (Heckansicht)

Die Premiere des EQC erfolgte am 4. September 2018 in Stockholm. Die Serienproduktion begann am 6. Mai 2019 im Werk Bremen und bei Beijing Benz Automotive (BBAC) in Peking auf der Basis des Mercedes GLC.
Ab diesem Termin konnte der EQC auch bestellt werden. Die ersten Auslieferungen erfolgten Mitte 2019.
Die Markteinführung in den USA wurde anfangs verschoben und schließlich komplett abgesagt (auch aufgrund zu geringer Verkaufszahlen). Nachdem der Preis beim Produktionsstart für die Basisversion 71.281 € betragen hatte, wurde ab Februar 2021 in Deutschland eine günstigere und damit wieder förderfähige Basisversion angeboten.

## Technik
Das fünfsitzige SUV ist 4,76 Meter lang und 1,88 Meter breit (ohne Spiegel).
Die Reichweite des mit einem 80 kWh großen Lithium-Ionen-Akkumulator bestückten Modells beträgt über 450 Kilometer nach NEFZ-Zyklus.

### Antrieb
Der Antrieb erfolgt über je eine Asynchronmaschine an Vorder- und Hinterachse (Allradantrieb) mit einer Systemleistung von 300 kW (408 PS) und einem maximalen Drehmoment von 760 Nm. Die Antriebseinheiten, bestehend aus elektrischer Maschine, Leistungselektronik und Eingangsgetriebe mit Differenzial, werden vom Automobilzulieferer ZF Friedrichshafen geliefert. Die Höchstgeschwindigkeit des Fahrzeugs ist elektronisch auf 180 km/h begrenzt, von 0 auf 100 km/h beschleunigt der Wagen in 5,1 Sekunden. Der durchschnittliche Energieverbrauch im NEFZ beträgt 22,2 kWh auf 100 km.

### Batterie und Ladetechnik

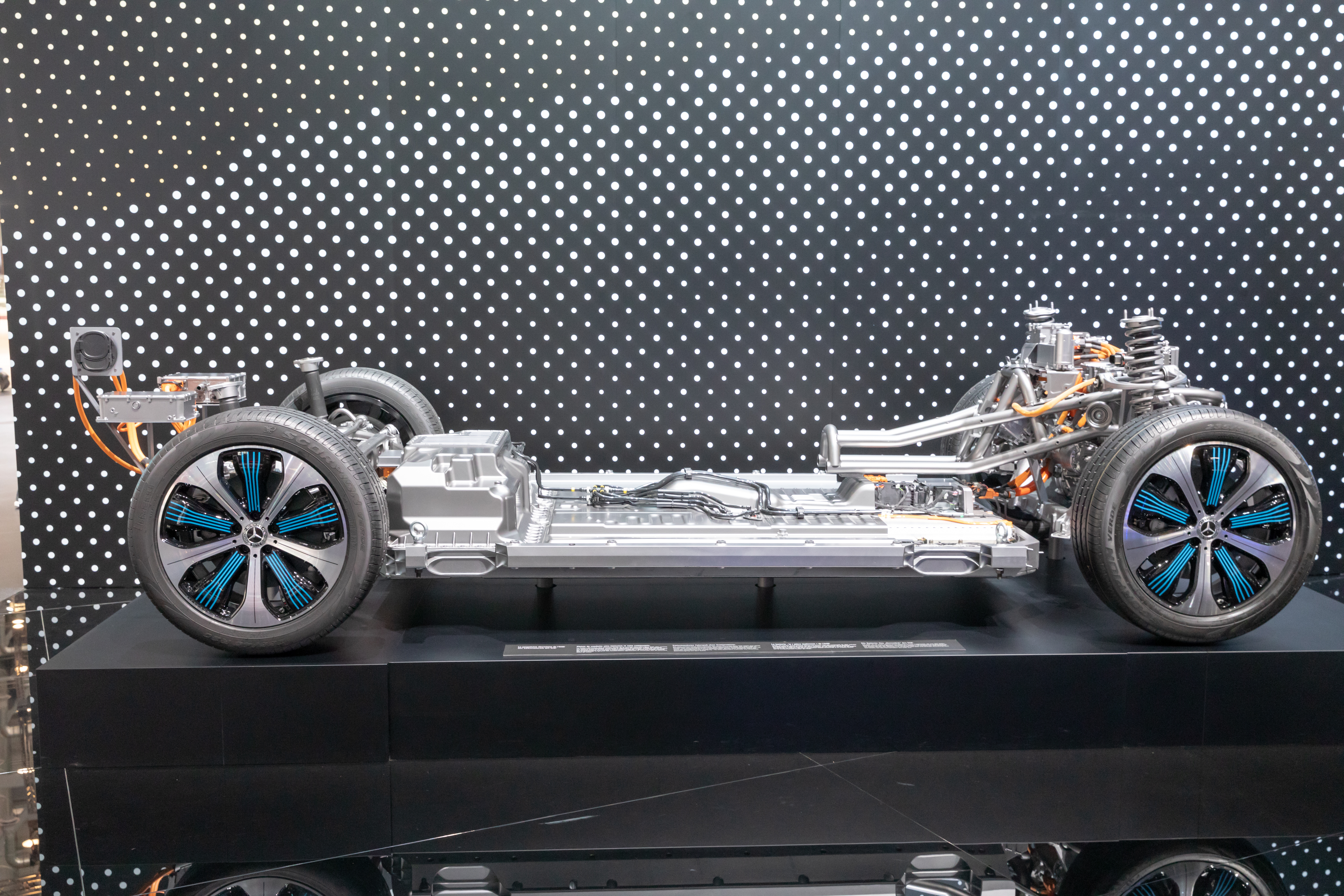
Antriebsmodell mit Akkus

Die Lithium-Ionen-Batterie mit einem Nennenergieinhalt von 80 kWh besteht aus 384 Pouch-Zellen und wiegt insgesamt rund 650 Kilogramm. Wer die Zellen zuliefert wurde nicht bekannt gegeben, vermutet wird SK Innovation mit Werken in Ungarn. Die Batterie enthält zwei Module mit jeweils 48 und vier Module mit 72 Zellen. Es sind jeweils 4 Zellen parallel geschaltet für eine Nennkapazität von 210 Ah, und davon 96 in Serie, was bei 4,25 Volt Ladeschlussspannung eine maximale Akkuspannung von 408 V ergibt. Bei Entladung sinkt die Zellspannung, die entnehmbare Kapazität wird mit 76 kWh beziffert. 
Die Batterie kann über einen Wasser-Glykol-Kreislauf aktiv gekühlt und beheizt werden. Sie wird bei der Mercedes-Benz-Tochterfirma Deutsche Accumotive im sächsischen Kamenz zusammengebaut.
Der EQC konnte zum Marktstart über das AC-Onboard-Ladegerät mit bis zu 7,2 kW (230 V, 16 A, zweiphasig) an einem Wechselstromanschluss (AC) geladen werden. Ab November 2020 bestellte Modelle unterstützen hingegen dreiphasiges AC-Laden mit bis zu 11 kW. Die maximale Ladeleistung an CCS-Schnellladestationen beträgt 110 kW (DC).

## Technische Daten
| | EQC 350 4MATIC (1)                                             | EQC 400 4MATIC                                                 |
| --- | -------------------------------------------------------------- | -------------------------------------------------------------- |
| Bauzeitraum | 06/2020–05/2023                                                | 05/2019–05/2023                                                |
| Motorart | 2× Asynchronmaschine                                           | 2× Asynchronmaschine                                           |
| max. Leistung (System)                                                                                               | 210 kW (286 PS)                                                | 300 kW (408 PS)                                                |
| max. Drehmoment (System)                                                                                             | 415 Nm                                                         | 760 Nm                                                         |
| Antriebsart | Allradantrieb                                                  | Allradantrieb                                                  |
| Getriebe | zweistufiges Eingang-Reduktionsgetriebe                        | zweistufiges Eingang-Reduktionsgetriebe                        |
| Beschleunigung, 0–100 km/h                                                                                           | 6,9 s                                                          | 5,1 s                                                          |
| Höchstgeschwindigkeit                                                                                                | 180 km/h elektronisch begrenzt                                 | 180 km/h elektronisch begrenzt                                 |
| Leergewicht | 2495 kg                                                        | 2495 kg                                                        |
| Anhängerkupplung | gebremst: 1800 kg ungebremst: 750 kg maximale Stützlast: 72 kg | gebremst: 1800 kg ungebremst: 750 kg maximale Stützlast: 72 kg |
| Verbrauch auf 100 km (nach WLTP kombiniert / nach NEFZ)                                                              | 22,2 kWh / 20,2–21,3 kWh                                       | 22,2 kWh / 20,2–21,3 kWh                                       |
| Reichweite (nach WLTP / nach NEFZ)                                                                                   | 360 km / 429–454 km                                            | 360 km / 429–454 km                                            |
| Nutzbare Batteriekapazität                                                                                           | 80 kWh                                                         | 80 kWh                                                         |
| Ladedauer AC 7,2 kW 100 % (Typ 2) Ladedauer AC 11 kW (ab Nov. 2020) 100 % (Typ 2) Ladedauer DC (10 % bis 80 %) (CCS) | 11 Stunden 7,5 Stunden 40 min                                  | 11 Stunden 7,5 Stunden 40 min                                  |

## Zulassungszahlen

### Deutschland
Im ersten Verkaufsjahr 2019 wurden in Deutschland 548 Mercedes-Benz EQC neu zugelassen. Die Nachfrage lag Ende Mai 2020 deutlich unter den Erwartungen des Herstellers. Von März bis Mai waren die Zulassungen des Modells zweistellig, erst im Juli wurden 295 EQC verkauft, so dass bis dahin in Summe 775 Fahrzeuge zugelassen wurden. Der Absatz steigerte sich im zweiten Halbjahr 2020 deutlich und wuchs 2021 bei einer Betrachtung der ersten vier Monate auf etwa 400 Einheiten pro Monat. In diesen Zeitraum fiel eine Preissenkung, wodurch die Baureihe auch noch staatlich förderfähig wurde.
|  |

|  |

|  |

|  |

|  |

|  |

|  |

|  |

|  |

|  |

|  |

|  |

|  |

|  |

|  |

|  |

|  |

|  |

|  |

|  |

|  |

|  |

|  |

|  |

|  |

|  |

|  |

|  |

|  |

|  |

|  |

|  |

|  |

|  |

|  |

|  |

|  |

|  |

|  |

|  |

|  |

|  |

|  |

|  |

|  |

|  |

|  |

|  |

|  |

|  |

|  |

|  |

|  |

|  |

|  |

|  |

|  |

|  |

|  |

|  |

|  |

|  |

|  |

|  |

|  |

|  |

|  |

|  |

|  |

|  |

|  |

|  |

|  |

|  |

|  |

|  |

|  |

|  |

|  |

|  |

|  | Elektro (13.936) |

|  | Elektro (13.936) |

### Norwegen
Ein weiterer wichtiger Absatzmarkt für den EQC war Norwegen (2020: ca. 3600 Neuzulassungen, 2021: ca. 4000 Neuzulassungen).